# Jennifer Bate
Jennifer Lucy Bate (Londra, 11 novembre 1944 – 25 marzo 2020) è stata un'organista britannica di fama internazionale.

## Biografia
Jennifer Bate era figlia di H.A. Bate, organista in St. James a Muswell Hill negli anni 1924-1978. Ricevuta una laurea triennale in musicologia presso l' università di Bristol, lavorò per qualche anno come bibliotecaria presso la London School of Economics, perfezionandosi nel frattempo presso il Royal College of Music e la Royal Academy of Music. Iniziò la sua carriera di organista nel 1969, con un concerto tenuto a Londra nell'Abbazia di Westminster; nel 1974 si esibì alla Royal Albert Hall.
Era considerata un'autorità unica sulla musica di organo di Messiaen, essendogli stata amica e collaboratrice come organista negli ultimi venti anni della sua vita. Tra il 1980 e il 1982 registrò l'opera omnia del compositore francese; nel 1986 eseguì la "prima" inglese della sua ultima opera, il Livre du Saint Sacrement, nella Cattedrale di Westminster, e più tardi incise la prima registrazione mondiale del lavoro, suonando a Parigi sotto il controllo personale del compositore,  vincendo poi il Grand Prix du Disque. Fu nella posizione privilegiata di poter leggere la musica su partiture originali, che contengono molti segni e annotazioni dello stesso Messiaen.
Il repertorio di Jennifer Bate fu comunque vasto, spaziando per molti secoli, con particolare attenzione alla musica per organo inglese. Le numerose incisioni discografiche, tra cui l'opera organistica completa di César Franck e l'integrale organistica di Felix Mendelssohn, hanno ottenuto vari riconoscimenti internazionali, come il Diapason d'or francese e il Preis der Deutschen Schallplattenkritik tedesco.
Nel 1990 per la sua attività artistica fu nominata in Francia Personalità dell'anno. Nel 1996 divenne cittadina onoraria della provincia di Alessandria per la sua ventennale presenza in campo musicale nel Nord Italia. Ottenne un dottorato honoris causa in musica dalla Università di Bristol, nel 2007. Fu nominata Ufficiale dell'ordine dell'Impero Britannico (OBE) nel 2008.
Malata di cancro, è morta il 25 marzo 2020, all'età di 75 anni.

## Discografia
- 2003 - César Franck: The Organ Works (Regis Records)
- 2005 - English Organ Anthology: Stanley to Wesley (Regis Records)
- 2005 - Reflections: Organ Music by Jennifer Bate (Guild)
- 2006 - Liszt e Schumann: Organ Works (Asv Living Era)
- 2006 - Messiaen: Le Banquet Celeste - La Nativite Du Seigneur (Jade)
- 2007 - Messiaen: La Nativite du Séigneur (Regis Records/Premiere)
- 2007 - Messiaen: L'Ascension- Les Corps Glorieux (Regis Records/Premiere)
- 2007 - Messiaen: Livre d'Orgue, Messe de la Pentecôte, Meditations... (Regis Records/Premiere)
- 2007 - Messiaen: Livre du Saint Sacrement (Regis Records/Premiere)
- 2007 - Virtuoso French Organ Music (Regis Records/Premiere)
- 2007 - Mendelssohn: Complete Organ Works (in 5 vol.) (Somm Recordings)